# Proceedings of the Japan Academy Series A
Proceedings of the Japan Academy Series A: Mathematical Sciences is een internationaal, aan collegiale toetsing onderworpen wetenschappelijk tijdschrift op het gebied van de wiskunde.
De naam wordt in literatuurverwijzingen meestal afgekort tot Proc. Jpn. Acad. Het verschijnt maandelijks.
Het eerste nummer verscheen in 1977.